# 贾科莫·梅耶贝尔
贾科莫·梅耶贝尔（德語：Giacomo Meyerbeer，1791年9月5日—1864年5月2日），犹太血统的德国作曲家，长期在法国生活。

## 生平
梅耶贝尔自幼从克莱门蒂学习钢琴，10岁登台演出。14岁开始学习作曲，21岁完成第一部德语歌剧《耶弗塔的誓言》。1815年赴威尼斯进修，模仿罗西尼创作意大利歌剧。1826年定居巴黎，与剧作家斯克里布合作创作法国大歌剧而功成名就。
梅耶贝尔原名雅各布·利伯曼·贝尔（Jacob Liebmann Beer），后因继承亲戚遗产而改名。他在当时的欧洲名声极其显赫，海涅曾写道，梅耶贝尔的母亲是历史上第二个活着见到自己的儿子被奉为神的女人。梅耶贝尔也以贿赂音乐评论家而知名。

## 音乐
梅耶贝尔是法国大歌剧最重要的作曲家。其歌剧作品题材常和重大历史政治事件有关，场面宏伟，配器效果辉煌，具有强烈的戏剧性，常插入规模庞大的芭蕾舞段落。其作品对瓦格纳，古诺，威尔第，马斯内等都有较大影响，唯过于重视外在效果，且演出花费过大，故现在很少搬上舞台。

## 重要歌剧列表
- 《耶弗塔的誓言》，1812年首演。
- 《格拉纳达的流亡》，1822年首演
- 《十字军在埃及》，1824年首演
- 《恶魔罗勃》，1831年首演
- 《胡格诺教徒》，1836年首演
- 《西里西亚军营》，1844年首演
- 《先知》，1849年首演
- 《北方之星》，1854年首演
- 《迪诺拉》，1859年首演
- 《非洲女》（未完成），1865年首演